# Йон Бауер
Йон Бауер (на шведски: John Bauer, 4 юни 1882 - 20 ноември 1918) е шведски художник и илюстратор, най-известен със своите илюстрации Сред гноми и тролове и други

## Биография
Роден е и израства в Йоншьопинг с двамата си братя и сестра, Ана Бауер, която умира на 13-годишна възраст. Като малък той обича да рисува, на 16 години тръгна за Стокхолм да учи изкуство, и след две години е приет в Кралската шведска академия на изкуствата. В академията среща бъдещата си жена, за която се жени през 1906 година. Двамата заедно предприемат две години дълго пътуване до Германия и Италия, където Бауер учи изкуство (1908 - 1910). През 1918 г. загива при корабокрушение в езерото Ветерн.

## Галерия
- Тролове и принцеса Тувстар
- Зимни приказки за Коледа
- Добър вечер, старче!
- Един стар планински трол